# Khuddaka Nikaya
Khuddaka Nikāya , är en av de fem nikayor, eller samlingar, som ingår i Sutta-pitaka, vilken är en av ”de tre korgarna” i Tipitaka. Khuddaka Nikāya, där  khuddaka är pali och betyder liten och titeln alltså kan översättas "Små samlingar".
Denna nikaya är den femte och sista delen i Sutta Pitaka. Nikayan består av femton (Thailand), sjutton (Sri Lanka) eller arton (Burma) böcker i olika ämnen som tillskrivs Buddha och hans främsta lärjungar. Den mest populära boken i västerlandet är Dhammapada. 
Professor Hirakawa Akira har i sitt verk över indisk Buddhism sagt att Khuddaka Nikaya representerar en steg i utvecklingen av palikanonen där nytt material inte längre lades till i övriga delar av Suttapitaka utan enbart till Khuddaka Nikaya. Khuddaka Nikaya blev mottagare av material som utelämnats från de övriga nikayorna – Digha Nikaya, Majjhima Nikaya, Samyutta Nikaya och Anguttara Nikaya – och kom därför att innehålla båda tidiga och sena texter.

## Struktur och innehåll i nikayan
Materialet i Khuddaka Nikaya är skiftande och var inte accepterad av alla ursprungliga skolor som kanonisk. Den mest populära boken i västerlandet är Dhammapada.Nikayan innehåller delar eller alla av dessa texter:
1. Khuddakapatha
2. Dhammapada
3. Udana
4. Itivuttaka
5. Suttanipata
6. Vimanavatthu
7. Petavatthu
8. Theragatha
9. Therigatha
10. Jatakaberättelserna
11. Niddesa
12. Patisambhidamagga
13. Apadāna
14. Buddhavamsa
15. Cariyapitaka
16. Nettipakarana eller Netti –finns i den burmesiska och singalesiska versionen, men inte i den thailändska
17. Petakopadesa – finns i den burmesiska och singalesiska versionen, men inte i den thailändska
18. Milindapanha – finns i den burmesiska versionen, men inte i den singalesiska eller thailändska

## Likheten med Kṣudraka Āgama
Khuddaka Nikāya överensstämmer i innehåll med Ksudraka Āgama ("Små samlingar") som ingår i Sutra Pitikas från theravadabuddhismens palikanon, och existerade i några tidiga buddhistiska inriktningar. Dharmaguptaka är en av de tidiga inriktningarna som hade denna āgama.  Den kinesiska översättningen av Dharmaguptaka Vinaya innehåller en lista av innehåll för Dharmaguptakas version av Kṣudraka Āgama, och fragment i gandhari har blivit hittade. Delar av agaman finns också bevarad i tibetansk och kinesisk översättning - 14 texter i den kinesiska översättningen.

### Fotnoter
1. ↑  På pali heter ett kapitel sutta, medan det på sanskrit heter sutra.

## Dateringen av böckerna i Khuddaka Nikaya
Böckerna i denna nikaya kan delas in i två kategorier, en äldre eller tidigare och en yngre eller senare. Till de äldre skrifterna kan Sutta Nipata, Itivuttaka, Dhammapada, Therigatha, Udana och Jataka räknas. Till de senare räknas Khuddakapatha, Vimanavatthu, Petavatthu, Niddesa, Patisambhida, Apadana, Buddhavamsa och Cariyapitaka.